# Aleš Matějů
Aleš Matějů (ur. 3 czerwca 1996 w Przybramie) – czeski piłkarz grający na pozycji obrońcy w Spezii Calcio.

## Kariera klubowa
Treningi piłkarskie rozpoczął w Sokole Rosovice, z którego trafił do 1. FK Příbram. W styczniu 2014 został wypożyczony na pół roku do PSV Eindhoven z opcją wykupu. Po zakończeniu wypożyczenia wrócił do FK Příbram. Został wybrany objawieniem sezonu 2014/2015 w czeskiej lidze. W czerwcu 2015 podpisał czteroletni kontrakt z Viktorią Pilzno. W sierpniu 2017 podpisał trzyletni kontrakt z Brighton & Hove Albion. W lipcu 2018 został wypożyczony do Brescii Calcio, a rok później został wykupiony przez włoski klub.

## Kariera reprezentacyjna
Młodzieżowy reprezentant Czech w kadrach od U-16 do U-21. W dorosłej reprezentacji zadebiutował 7 października 2020 w wygranym 2:1 meczu z Cyprem.

## Osiągnięcia
- Mistrzostwo Czech: 2015/2016
- Superpuchar Czech: 2015/2016